# Raja Garbuzowa
Raja Garbuzowa, ros. Ра́я Га́рбузова, ang. Raya Garbousova (ur. 25 września?/8 października 1906 w Tyflisie, zm. 28 stycznia 1997 w DeKalb w stanie Illinois) – amerykańska wiolonczelistka pochodzenia rosyjskiego.

## Życiorys
Jako małe dziecko uczyła się gry na fortepianie, w wieku 6 lat rozpoczęła także naukę gry na wiolonczeli. W latach 1914–1923 uczęszczała do konserwatorium w Tyflisie, gdzie była uczennicą Konstantina Miniara-Biełoruczewa. W 1924 roku występowała w Moskwie i Leningradzie, następnie podjęła dalsze studia w Berlinie u Hugo Beckera i w Paryżu u Pau Casalsa i Dirana Alexaniana. Koncertowała m.in. w Paryżu (1927) i Londynie (1928). W 1935 roku wystąpiła po raz pierwszy w Stanach Zjednoczonych, gdzie w 1939 roku osiedliła się na stałe. Była pierwszą wykonawczynią Koncertu wiolonczelowego Samuela Barbera z Boston Symphony Orchestra pod batutą Siergieja Kusewickiego (1946). Dokonała też prawykonań Sonaty Paula Hindemitha (1948), Rapsodii notturna Karola Rathausa (1950) i Koncertu wiolonczelowego Vittorio Rietiego (1956). Wykonywała utwory m.in. Paula Crestona, Nikolaia Lopatnikoffa, Bohuslava Martinů i Siergieja Prokofjewa, większość we własnym opracowaniu. W latach 1970–1989 wykładała w Hartt School of Music na University of Hartford.
Jej pierwszym mężem był Francuz, uczestnik ruchu oporu, zabity przez Niemców w 1943 roku. W 1946 roku poślubiła amerykańskiego kardiologa Kurta Bissa.